# Lijst van stertypen
Dit is een lijst van verschillende soorten sterren. Ook theoretische typen zijn opgenomen.

## Lijst van stertypen
- Blauwe achterblijver
- Blauwe reus
- Blauwe dwerg
- Bruine dwerg
- Blauwe straler
- Blauwe superreus
- Boson ster
- Cepheïde
- Delta Scuti-veranderlijke
- Donkere ster
- Dubbelster
- Dwergster
- FU Orionis-ster
- Gele dwerg
- Gele hyperreus
- Gele reus
- Gele superreus
- Hyperreus
- IJzeren ster
- Koolstofster
- Lichtsterke blauwe variabele
- Magnetar
- Mira-veranderlijke
- Neutronenster
- Nova - (lijst)
- Oranje dwerg
- Oranje reus
- Preonster
- Protoster
- Pulsar
- Q-ster
- Quarkster
- Quasi-ster
- Rode dwerg
- Rode reus
- Rode superreus
- Röntgendubbelster
- RR Lyrae-ster
- Spectroscopische dubbelster
- Subdwerg
- Subreus
- Superreus
- Thorne-Żytkow-object
- T Tauri-ster
- Type-F hoofdreeksster
- Type-A-hoofdreeksster
- Type-B-hoofdreeksster
- Type-O-hoofdreeksster
- Vampierster
- Veranderlijke ster
- Visuele dubbelster
- Vlamster
- Wit gat
- Witte dwerg
- Wolf-Rayetster
- Zwarte dwerg
- Zwart gat - (lijst)
- Zwarte straler